# ريبيكا لي كرومبلر
ريبيكا لي كرومبلر (بالإنجليزية: Rebecca Lee Crumpler)‏ (8 فبراير 1831 - 9 مارس 1895) هي طبيبة ومؤلفة من أصل أفريقي. حصلت على الدكتوراه في الطب في عام 1864 بعد دراستها في كلية الطب في نيو إنغلاند، وكانت أول امرأة أمريكية من أصل أفريقي تصبح طبيبة في الولايات المتحدة.
تخرجت ريبيكا من كلية الطب ونشرت كتاباً مرجعياً، «كتابٌ في الخطابات الطبية»، في وقتٍ من التاريخ كان من النادر فيه أن يقوم أمريكي من أصل أفريقي بالالتحاق بكلية الطب أو بنشر الكتب. زاولت كرومبلر مهنة الطب لأول مرة في مدينة بوسطن، مقدمةً خدماتها للنساء والأطفال الفقراء بصورة رئيسية. انتقلت بعد نهاية الحرب الأهلية الأمريكية في عام 1865 إلى مدينة ريتشموند بولاية فيرجينيا، مؤمنة بأنه «ميدان مناسب لعمل تبشيري حقيقي» وللاستمرار في تركيزها على الأمراض التي تصيب النساء والأطفال. عملت كرومبلر في وكالة «مكتب فريدمان» لتوفير العناية الطبية للرقيق المحررين؛ كانت تتعرض «لتمييز عنصري شديد» وتمييز جنسي خلال مزاولتها للطب. عادت لاحقاً إلى بوسطن و«انضمت للعمل بنشاطٍ متجدد، مزاولةً عملها خارجاً، ومستلمةً للأطفال في منزلها للعلاج دون مقابل». في عام 1883، نشرت كتابها تحت عنوان «كتابٌ في الخطابات الطبية». والذي خُصص للممرضات والأمهات. ركّز هذا الكتاب على العناية الطبية بالنساء والأطفال وكان من أول المنشورات في الطب والمكتوبة من قبل شخص أمريكي من أصل أفريقي، بالإضافة إلى كونها الطبيبة المؤلفة الأنثى الوحيدة في القرن التاسع عشر.

## حياتها المبكرة وتعليمها
في عام 1831، وُلدت ريبيكا كرومبلر ديفس في كريستيانا بولاية ديلاوير لكل من ماتيلدا ويبر وأبسولوم ديفس. نشأت في ولاية بنسلفينيا ورُبيت من قبل عمتها والتي كانت تعتني بالجيران العاجزين. أخذت عمة ريبيكا دور الطبيب في مجتمعها وكان لها تأثير كبير على ريبيكا. التحقت كرومبلر لاحقاً بمدرسة ويست نيوتن للإنجليزية والكلاسيكيات في ماساشوسيتس وكانت «طالبة مميزة في الرياضيات».

## حياتها المهنية

### التمريض وكلية الطب
انتقلت إلى حي تشارلزتاون في مدينة بوسطن بولاية ماساشوسيتس عام 1852. عملت كرومبلر كممرضة في السنوات الثماني اللاحقة، حتى قُبلت في كلية الطب للأناث في نيو إنغلاند في عام 1860. أُسست هذه الكلية من قبل د. إزريل تيسديل وسامويل غريغوري. كان من النادر دخول النساء والرجال السود إلى كليات الطب في ذلك الوقت.
في عام 1860، كان هناك فرص أكبر للنساء الطبيبات بسبب الحاجة الماسة للعناية الطبية للمحاربين القدامى في الحرب الأهلية. مع ذلك، وبسبب الموهبة الفريدة التي أظهرتها كرومبلر أثناء فترة تدريبها الطبي «قدم الطبيب المشرف عليها توصية لتدخل هذه الكلية». في ذلك العام، كان هنالك 54,543 طبيباً في الولايات المتحدة، 300 منهم كانوا نساء، ولا واحدة منهم كانت امرأة أمريكية من أصل أفريقي. ترددت اللجنة في إنجاح كرومبلر لأنهم ظنوا أنها أظهرت تقدماً بطيئاً في التعلم. انتهى بهم الأمر بإنجاحها إلا أنهم أحسوا بأنهم مجبرون على فعل ذلك. ساعد الأطباء الذين عملت معهم كرومبلر أثناء دراستها في كلية الطب في إقناع اللجنة لإنجاحها.
تخرجت لي كرومبلر من كلية الطب للإناث في نيو إنغلاند في عام 1864. تردد عددٌ من المزاعم بأنها دُربت بشكل تجانسي، واكتسبت الكثير من المعرفة من الرواد في مجالها في كلية الطب. مع ذلك، لم يتم تقدير كرومبلر والرواد الكثر الآخرون، ولم «يسجلهم التاريخ كأطباء علاج تجانسي». نالت منحة تعليمية من صندوق ويد للمنح الدراسية، والذي أسس من قبل بنجيامين واد، أحد مؤيدي مبدأ إبطال الاسترقاق في ولاية أوهايو. بعد إكمالها لثلاث سنوات من الفصول الدراسية والأطروحة، أدّت امتحاناتها الشفوية النهائية في فبراير من عام 1864. في الأول من مارس، لعام 1864، أسمتها لجنة الثقاة كطبيبة، جاعلةً إياها أول أمريكية من أصل أفريقي تحصل على هذه الشهادة، والأمريكية الأفريقية الوحيدة التي تتخرج من كلية الطب للإناث في نيو إنغلاند.
أُغلقت الكلية في عام 1873 بسبب مشاكل مالية، من دون أن تُخرّج امرأة من السود. دُمجت مع كلية بوسطن للطب و«اعتمدت بشكل حصري على الطب التجانسي». عينت الكلية ما يقارب 26 من أعضاء اللجنة المتجانسين.

### مزاولتها الطب
زاولت كرومبلر مهنة الطب لأول مرة في مدينة بوسطن، مقدمةً خدماتها للنساء والأطفال الفقراء بشكل رئيسي. خلال هذا الوقت، بحثت عن فرصة للتدريب في الدومينيون البريطاني. انتقلت بعد نهاية الحرب الأهلية الأمريكية في عام 1865 إلى ريتشموند بولاية فيرجينيا، مؤمنة بأنه «ميدان مناسب لعمل تبشيري حقيقي وسيفسح لها فرصاً كثيرة لتصبح ملمةً بالأمراض التي تصيب النساء والأطفال». «كل ساعة قضيتها خلال وجودي هناك جعلتني أتحسن أكثر في هذا الصعيد من العمل. تمكنت في الربع الأخير من عام 1866 من معاينة عدد كبير من المرضى يومياً من المحتاجين، وغيرهم من الطبقات الأخرى، في منطقة مأهولة بما يقارب 30,000 من السكان الملونين». عملت كرومبلر لمكتب فريدمان لتقديم العناية الطبية للرقيق المحررين والذين كانوا منبوذين من قبل الأطباء البيض. عملت في مكتب فريدمان تحت إشراف مساعد المدير، أورلاندو براون. تعرضت خلال عملها «لتفريق عنصري شديد» من قبل الإدارة والأطباء الآخرين أيضاً: «عاملها الأطباء الذكور بازدراء، ورفض الصيدلي صرف وصفاتها العلاجية، ولا يعترف أغلب الصيادلة بوصفاتها العلاجية، وسخر بعض الأشخاص من الـ M.D المشير إلى أنها طبيبة التي تلي اسمها قائلين إنها لا تعني سوى «Mule Driver» (راعية البغال) بدلاً من «Doctor of Medicine». عند عودتها إلى بوسطن، كان أغلب أفراد المجتمع، في حيها القائم في جوي ستريت في بيكون هيل، هم من الأمريكيين الأفارقة. «انضمت للعمل بنشاطٍ متجدد، مزاولةً عملها خارجاً، ومستلمةً للأطفال في منزلها للعلاج دون مقابل».

### «كتابٌ في الخطابات الطبية»

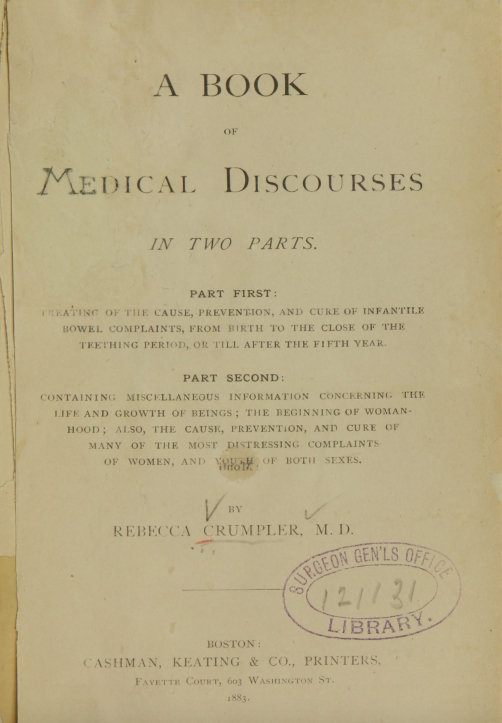
«كتابٌ في الخطابات الطبية»

في عام 1883، نشرت كتابها تحت عنوان «كتابٌ في الخطابات الطبية» والذي ألفته من الملاحظات التي اكتسبتها خلال مسيرتها الطبية. كان الكتاب مكرساً للممرضات والأمهات، وركز على العناية الطبية بالنساء والأطفال. على الرغم من كون تركيزها الأساس انصب على صحة النساء والأطفال متأثرة بالعلاج التجانسي، إلا أنها «اقترحت طرقاً لعلاج الأمراض دون ذكر العلاج التجانسي». لم تؤيد في كتابها طريقة العلاج التجانسي، على الرغم من معرفتها التامة بخطورة الأدوية وإمكانية تسببها بالأذى. «فضلت استخدام كمية معتدلة من الدواء المعتاد وأوصت باستخدام العديد منها خلال مقالاتها. يقسم كتابها الطبي إلى قسمين مختلفين. تركز في القسم الأول من كتابها على «طرق العلاج، والوقاية، والشفاء من مشاكل الأمعاء لدى الأطفال»، والتي يمكن أن تحصل في الفترة التي ينبت فيها الطفل أسنانه وحتى بلوغه سن الخامسة. يُركز القسم الثاني من الكتاب على النساء و«المشاكل المقلقة» من عمر الشباب وحتى النضج عند النساء. على الرغم من تركيز الكتاب على النصائح الطبية، ضمنت كرومبلر بعض التفاصيل الشخصية والمحتوية على تعليقات تتعلق بالسياسة، والاجتماع، والأخلاقيات. تصف كرومبلر في مؤلفها «كتابٌ في الخطابات الطبية» تعاظم التجارب التي قادتها لدراسة ومزاولة الطب إذ تقول: 
«أجد أنه من المناسب القول إن تربيتي من قبل عمتي العطوف في بنسلفينيا، والتي كان ينشدها الناس لبراعتها في التعامل مع المرضى، أكسبتني إعجاباً مبكراً، وجعلتني أبحث عن كل فرصة لتهوين معاناة الآخرين. كرست وقتي لاحقاً، وعلى قدر استطاعتي للعمل في التمريض، والخدمة تحت إمرة أطباء مختلفين لمدة ثماني سنوات (من 1852 إلى 1860) في بيتي الواقع في تشارلزتاون، مقاطعة ميدلسيكس، ماساشوستس. تسلمت من هؤلاء الأطباء رسائل توصي بقبولي في كلية الطب للأناث في نيو إنغلاند، والتي تسلمت منها شهادتي بعد أربع سنوات جاعلةً مني دكتورة في الطب.»
في ذلك الوقت، ضمّن الكثير من الأمريكيين الأفارقة الأوائل مقدماتٍ وافتتاحياتٍ تحتوي على تصديقٍ رنان من رجل ذي بشرة بيضاء. تمكنت كرومبلر من تقديم نصها الخاص، وإثبات جدارة عملها معتمدة على نفسها فقط.

## وصلات خارجية
- أعمال أو نبذة عن ريبيكا لي كرومبلر على أرشيف الإنترنت